# كارولين مايس
كارولين مايس (بالفرنسية: Caroline Maes)‏ مواليد 9 نوفمبر 1982 في بلجيكا، هي لاعبة كرة مضرب بلجيكية سابقة بدأت مسيرتها كمحترفة سنة 1997 وكانت تلعب باليد اليمنى، اعتزلت اللعب في 2009. أعلى تصنيف لها في الفردي كان المركز الـ 151 في سنة 2007. كان مايس عضوا في الفريق البلجيكي في كأس فيد في أعوام 2002 و 2003 و 2004 و 2006 و 2007. ظهرت في 3 مناسبات للفردي و 4 للزوجي. ومع ذلك لم تفز بأي مباراة في تلك المشاركات.

## وصلات خارجية
- كارولين مايس على موقع رابطة محترفات التنس (الإنجليزية)
- كارولين مايس على موقع الاتحاد الدولي لكرة المضرب (الإنجليزية)
- كارولين مايس على موقع كأس بيلي جين كينغ (الإنجليزية)
- كارولين مايس على موقع خلاصة التنس.كوم (الإنجليزية)
- كارولين مايس على موقع إي إس بي إن.كوم (الإنجليزية)

- الموقع الرسمي